# Tumbunascincus luteilateralis
Genre
Espèce
Synonymes
- Sphenomorphus luteilateralis Covacevich & McDonald, 1980
- Eulamprus luteilateralis (Covacevich & McDonald, 1980)

Statut de conservation UICN

 LC  : Préoccupation mineure
Tumbunascincus luteilateralis, unique représentant du genre Tumbunascincus, est une espèce de sauriens de la famille des Scincidae.

## Répartition
Cette espèce est endémique du Centre-Est du Queensland en Australie.

## Publications originales
- Covacevich & McDonald, 1980 : Two new species of skinks from mid-eastern Queensland rain forest. Memoirs of the Queensland Museum, vol. 20, no 1, p. 95-101.
- Skinner, Hutchinson & Lee, 2013 : Phylogeny and divergence times of Australian Sphenomorphus group skinks (Scincidae, Squamata). Molecular Phylogenetics and Evolution.